# Olaf-An Atom
Olaf-An Atom é um filme norte-americano de 1913, dos gêneros romance e faroeste, dirigido por Anthony O'Sullivan e estrelado por Harry Carey.

## Elenco
- Harry Carey - Olaf
- Kate Bruce - Mãe de Olaf
- Charles Hill Mailes
- Claire McDowell
- Donald Crisp - O mendigo
- Frank Evans
- John T. Dillon
- Thomas Jefferson - O doutor (não confirmado)